# Epifanie de Salamina
Epifanie de Salamina (n. 315 - d. mai 403) a fost un scriitor și prelat creștin bizantin din secolul al IV-lea, episcop de Salamina, în Cipru, la origine evreu palestinian convertit.

## Viața
Sfântul Epifanie s-a născut în jurul anului 315 (sau, după alții, 308) într-o familie modestă de evrei din satul Besanduc, nu departe de Eleutheropolis (Elefteropolis; în epoca modernă Beit Guvrin sau Beit-Djibrin) în Palestina. La moartea tatălui său, copilul, orfan, a fost adoptat de un învățător al Legii iudaice, Trifon. Acesta i-a asigurat posibilitatea de a studia, așa încât Sfântul Epifanie a învățat nu doar Scripturile și preceptele legii mozaice, ci și cinci limbi - greaca, latina, ebraica, siriaca și copta -, lucru rar în acea epocă.

### Convertirea
La moartea părintelui său adoptiv, Sfântul Epifanie a moștenit toată averea acestuia. Puțin timp după aceea, el a văzut într-o zi un monah creștin, Lucian, care vorbea cu un sărac. Cum nu avea bani, monahul a dat săracului haina ce o avea pe el. Mișcat de gestul călugărului, Sfântul Epifanie a îmbrățișat creștinismul, primind Botezul de la episcopul locului, împreună cu sora sa vitregă. Mai apoi, el a renunțat și la toată averea sa, făcându-se călugăr pe lângă sfântul Ilarion cel Mare.

### Mănăstirea lui Epifanie la Eleutheropolis
Însetat de a cunoaște mai bine viața monastică, Epifanie a făcut o lungă călătorie în deșertul Egiptului, ca să-i cunoască pe călugării renumiți de acolo.
După patru ani de călătorii, Sfântul Epifanie s-a întors în Palestina și a întemeiat în apropierea satului său natal o mănăstire, al cărei stareț a fost timp de treizeci de ani.

### Episcopatul
Mai apoi a plecat în insula Cipru, unde l-a reîntâlnit pe Sfântul Ilarion cel Mare, la sfatul căruia a acceptat să fie hirotonit episcop de Salamina (Constanția), în anul 376. A fost episcop de Salamina până la moartea sa, în 403.
În anul 382 Sfântul Epifanie a făcut o altă călătorie, la Roma, împreună cu sfântul Ieronim și cu Paulin, episcop de Antiohia, pentru a pleda în fața papei cauza acestuia din urmă în chestiunea schismei ce exista în acel moment în Antiohia.

## Doctrina
Din punct de vedere doctrinal, Sfântul Epifanie din Salamina a fost un aprig luptător împotriva origenismului. Astfel, în anul 393, luând cuvântul la Ierusalim, cu ocazia sărbătoririi sfințirii Bisericii Învierii, el l-a proclamat pe Origen ca părinte al arianismului și al tuturor ereziilor. Acest cuvânt al Sfântului Epifanie a declanșat o mare dispută în sânul Bisericii creștine de la acea epocă. Principala victimă a acestei dispute a fost Sfântul Ioan Gură de Aur, patriarhul de Constantinopol, care a fost depus și exilat în 403, și a murit în exil în 407.
Sfântul Epifanie a murit în 403, la 12 mai, pe corabia cu care se întorcea de la Constantinopol, unde a avut o întâlnire furtunoasă cu Sfântul Ioan Gură de Aur.

## Cultul sfântului Epifanie
La sosirea corăbiei la Salamina popor mult, cu lumânări în mâini, își aștepta păstorul și l-au însoțit cu lacrimi până la catedrala sa, unde o mare parte a populației Ciprului a venit să-l venereze timp de 7 zile.
Cultul sfântului Epifanie s-a răspândit cu repeziciune, iar mormântul său a rămas până azi unul din locurile de pelerinaj cele mai importante din insula Ciprului, al cărei patron este, împreună cu Sfântul Barnaba apostolul.